# Катастрофа Ил-18 под Минеральными Водами (1961)
Катастрофа Ил-18 под Минеральными Водами в 1961 году — авиационная катастрофа, произошедшая воскресным вечером в канун Нового года 31 декабря 1961 года близ города Минеральные Воды. Авиалайнер Ил-18В Ереванского ОАО предприятия «Аэрофлот» выполнял чартерный пассажирский рейс по маршруту Москва — Ереван, но при заходе на посадку в Ереванском аэропорту Эребуни лайнер ушёл на запасной аэропорт в Тбилиси. Вскоре самолёт вылетел из Тбилисского аэропорта в Минеральные Воды, но при заходе на посадку в Минераловодском аэропорту лайнер прервал заход на посадку и ушёл на второй круг. При уходе на второй круг лайнер врезался в холм и полностью разрушился. Из находившихся на его борту 119 человек — 110 пассажиров и 9 членов экипажа, погибли 32 и выжили 87.

## Самолёт
Ил-18В с бортовым номером CCCP-75757 (заводской — 181003202, серийный — 032-02) выпущен ММЗ «Знамя Труда» в 1961 году и 17 июня передан Главному управлению гражданского воздушного флота, которое направило его в Армянскую отдельную авиагруппу ГВФ. Салон самолёта имел вместимость на 84 места. На момент катастрофы авиалайнер имел 593 часа налёта.

## Экипаж и пассажиры

### Экипаж
Ил-18 пилотировал экипаж из Ереванского лётного отряда, в состав которого входил:
- Командир воздушного судна (КВС) — Ахдрин Бардзиливосович Оганесян
- Второй пилот — Асатур Николаевич Шибонян
- Штурман — Гурген Ванцшевич Шахбазян
- Бортмеханик — Грант Григорьевич Будуров
- Бортрадист — Роланд Агавартович Мхитарян
- Бортрадист-стажёр — Г. К. Никогосян

В салоне авиалайнера работали три бортпроводника:
- А. О. Шахатуни
- Александра Михайловна Проскурина
- Мариэта Хасраевна Астатрян

### Ситуация с пассажирами
Всего на борту 84-местного авиалайнера находились 110 пассажиров, причём 26 из них, которым не хватило мест, стояли или сидели в проходах, а некоторые — даже в гардеробе и буфете. Самолёт был перегружен в задней части, из-за чего нарушилась задняя центровка, составив 24,5 % САХ (превышение на 1 %), хотя в графике указана 19 % САХ.

## Хронология событий
31 декабря 1961 года Ил-18В борт СССР-75757 выполнял чартерный пассажирский рейс из Москвы в Ереван. С 29 по 31 декабря в Кавказском регионе сложились неблагоприятные погодные условия и многие аэропорты были закрыты. Ереванский аэропорт также был закрыт, поэтому борт 75757 совершил посадку в запасном аэропорту — Тбилиси. Так как аэропорты были закрыты в течение длительного времени, многие пассажиры предпочли сдать билеты и добираться наземным транспортом. К 31 декабря в Тбилисском аэропорту скопилось около пятисот пассажиров.
К вечеру 31 декабря открыли аэропорт в Минеральных Водах, поэтому руководство Грузинского управления ГВФ связалось с руководством Армянской отдельной авиагруппы и спросило у них разрешения использовать два армянских Ил-18, простаивающих в Тбилиси, для организации дополнительных рейсов в Минеральные Воды, что могло бы разгрузить тбилисский аэровокзал. Руководство ответило отказом, однако узнав, что ереванский аэропорт в ближайшее время не откроется, было вынуждено согласиться с таким предложением.
Одним из выбранных самолётов стал борт 75757. Хотя о посадке на дополнительный рейс не сообщалось, пассажиры неорганизованной толпой стали набиваться в самолёт. В таких условиях не вёлся контроль билетов, а трап пришлось отгонять с ещё стоящими на нём людьми. После отъезда трапа выяснилось, что на борт не успели сесть два члена экипажа — бортмеханик и одна из стюардесс, поэтому для них спустили приставную лестницу, по которой в самолёт забрались ещё несколько пассажиров.

### Катастрофа
В 16:55 Ил-18 вылетел из аэропорта Тбилиси.
До Минеральных Вод Ил-18 долетел без осложнений. В это время небо над аэропортом было полностью затянуто облаками с нижней границей 120 метров, горизонтальная видимость составляла 2000 метров и шёл слабый снег. После выхода из четвёртого разворота (на предпосадочную прямую) самолёт был в 20 километрах от аэропорта и отклонился вправо от оси на 800—900 метров. Когда расстояние до полосы сократилось до 8 километров, диспетчер ПРЛ вывел их на посадочный курс, благодаря чему ДПРМ (в 3850 метрах от полосы) самолёт прошёл на глиссаде, курсом 117° на высоте 250 метров. После этого диспетчер спросил у пилотов, видят ли они огни старта. Ответ был отрицательным, в связи с чем экипаж принял решение уходить на второй круг.
При уходе на второй круг Ил-18 значительно отклонился вправо. В 17:58 летящий в темноте по курсу 188° на высоте 90 метров относительно аэропорта самолёт врезался в лесистый склон холма в 3 километрах юго-западнее аэропорта. Авиалайнер пронёсся по лесу около 280 метров, затем его развернуло влево, и он загорелся. В катастрофе погибли бортрадист-стажёр (Никогосян), стюардесса (Шахатуни) и 30 пассажиров.

## Причины
Причиной катастрофы стало нарушение экипажем требований инструкции по взаимодействию между членами экипажа при заходе на посадку ночью в сложных метеоусловиях. Пилоты значительно уклонились вправо, оставаясь на высоте 90 метров, в результате вскоре самолёт врезался в холм. Этому способствовала значительно ухудшившаяся погода, последняя информация о которой передавалась ещё за полчаса до этого, и отвлечение экипажа диспетчером, так как последний своим запросом о видимости старта отвлёк экипаж от наблюдения за приборами.
Необходимо отметить неудовлетворительную организацию посадки пассажиров в аэропорту Тбилиси, которые садились в самолёт неорганизованно, в результате произошёл перегруз самолёта на 26 человек. С учётом длительной задержки с вылетом это привело к значительному повышению нервозности экипажа.